# Gilford Island
Gilford Island är en ö i Kanada.   Den ligger i provinsen British Columbia, i den sydvästra delen av landet, 3 700 km väster om huvudstaden Ottawa.
I omgivningarna runt Gilford Island växer i huvudsak barrskog.